# テレビ東京メディアワークス
株式会社テレビ東京メディアワークス（テレビとうきょうメディアワークス）はCM進行・字幕制作・放送準備・映像の編集や保存などを行うテレビ東京ホールディングスの子会社である。

## 概要
テレビ東京ホールディングスの傘下子会社には、CMスタンバイ・編集・字幕制作を行うテレビ東京コマーシャルと、放送素材の進行・編集・映像保存を行うテレビ東京ヒューマンの2社が存在していた。
2社は主要事業が進行業務で類似していることに加えて、編集部門など業務内容が重複する部分が多くあったため、グループ内再編が実施された。まず、2022年4月1日にテレビ東京コマーシャルが主要株主であったテレビ東京の系列局4局（テレビ大阪・テレビ愛知・テレビせとうち・TVQ九州放送）から株式を買い取ってテレビ東京ホールディングスの完全子会社となった後、同年7月1日付でテレビ東京ヒューマンを吸収合併。存続会社となったテレビ東京コマーシャルは同日付で現在のテレビ東京メディアワークスへ社名変更された。
このグループ再編により、収録・撮影された映像の編集から、番組宣伝、パッケージ字幕制作、放送準備（番組素材受付・放送スタンバイ・運行データ管理）、CMの考査と進行並びに番組本編のチェック、OA中のリアルタイム字幕、アーカイブ（二次利用・映像素材保存）までを一手に担うようになった。また、テレビ東京やBSテレビ東京で制作された番組を全国のローカル局で放送するためのメディアコピー（番販ダビング）業務も当社で行っている。
なお、本社は虎ノ門にあるが、日経虎ノ門別館や住友不動産六本木グランドタワーにもオフィスがあり、業務内容によってオフィスやフロアが使い分けられている。また、テレビせとうちを除くテレビ東京系列局4局には各放送局における放送準備業務を行う「TXN業務センター」が各放送局内に設けられている。
2023年11月13日にコーポレートロゴが改定され、日本語のブランドマーク表記が「テレ東メディアワークス」へ変更された。